# Passiflora tarminiana
Die Passiflora tarminiana ist eine Pflanzenart aus der Gattung der Passionsblumen (Passiflora) in der Familie der Passionsblumengewächse (Passifloraceae). Sie ist nur aus Kultur bekannt und wird als Obst genutzt. In Kolumbien wird sie als Curuba India, Curuba Ecuatoriana oder Curuba Quiteña, in Ecuador als Tacso Amarillo und in Bolivien als Tumbo bezeichnet. Weitere südamerikanische Bezeichnungen auf Spanisch oder Quechua sind: Taxo, Parcha oder Poroksa. Auf Englisch wird sie Banana Passionfruit oder Banana Poka genannt.

## Beschreibung

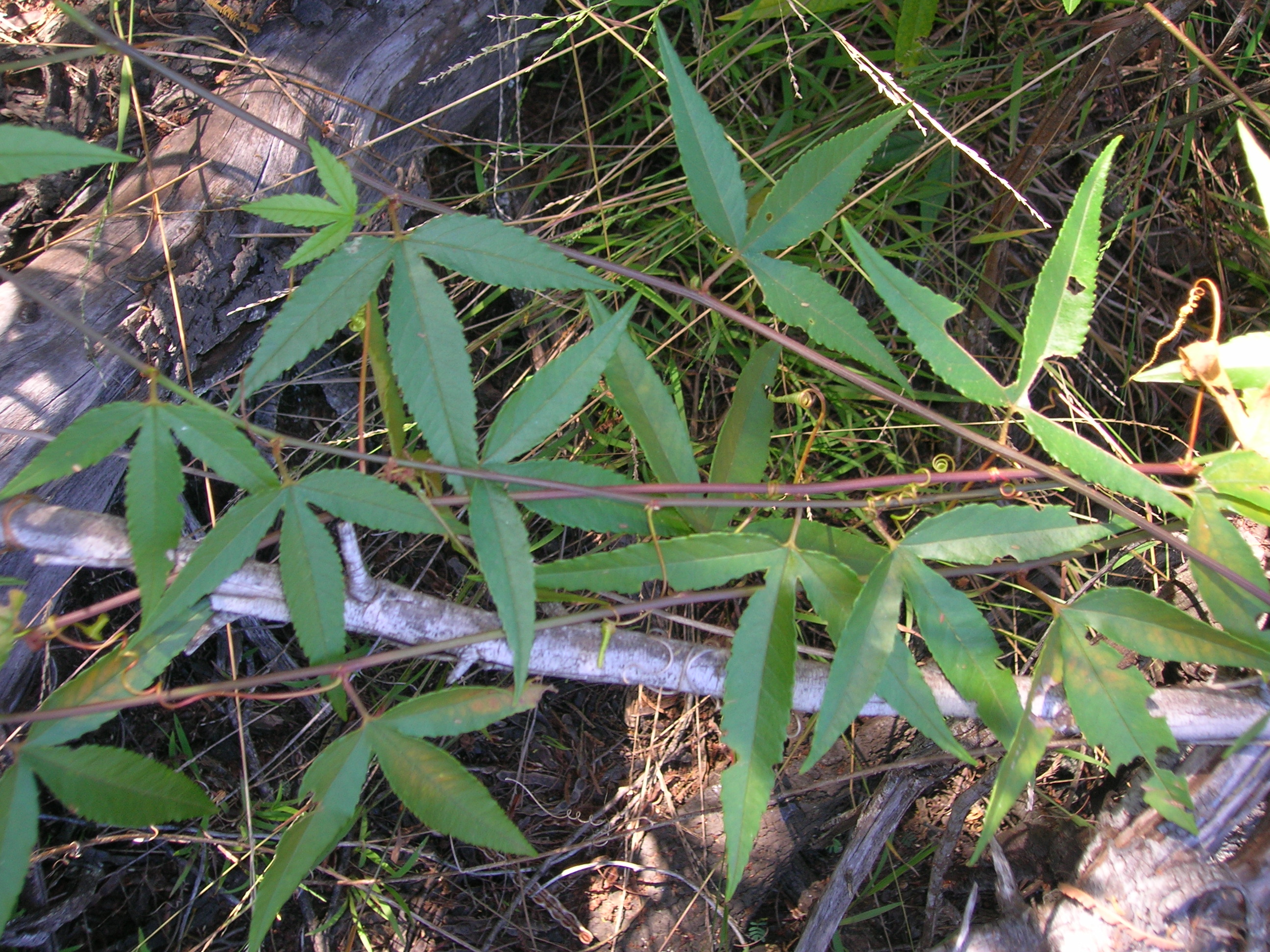
Wechselständige Laubblätter und Ranken.

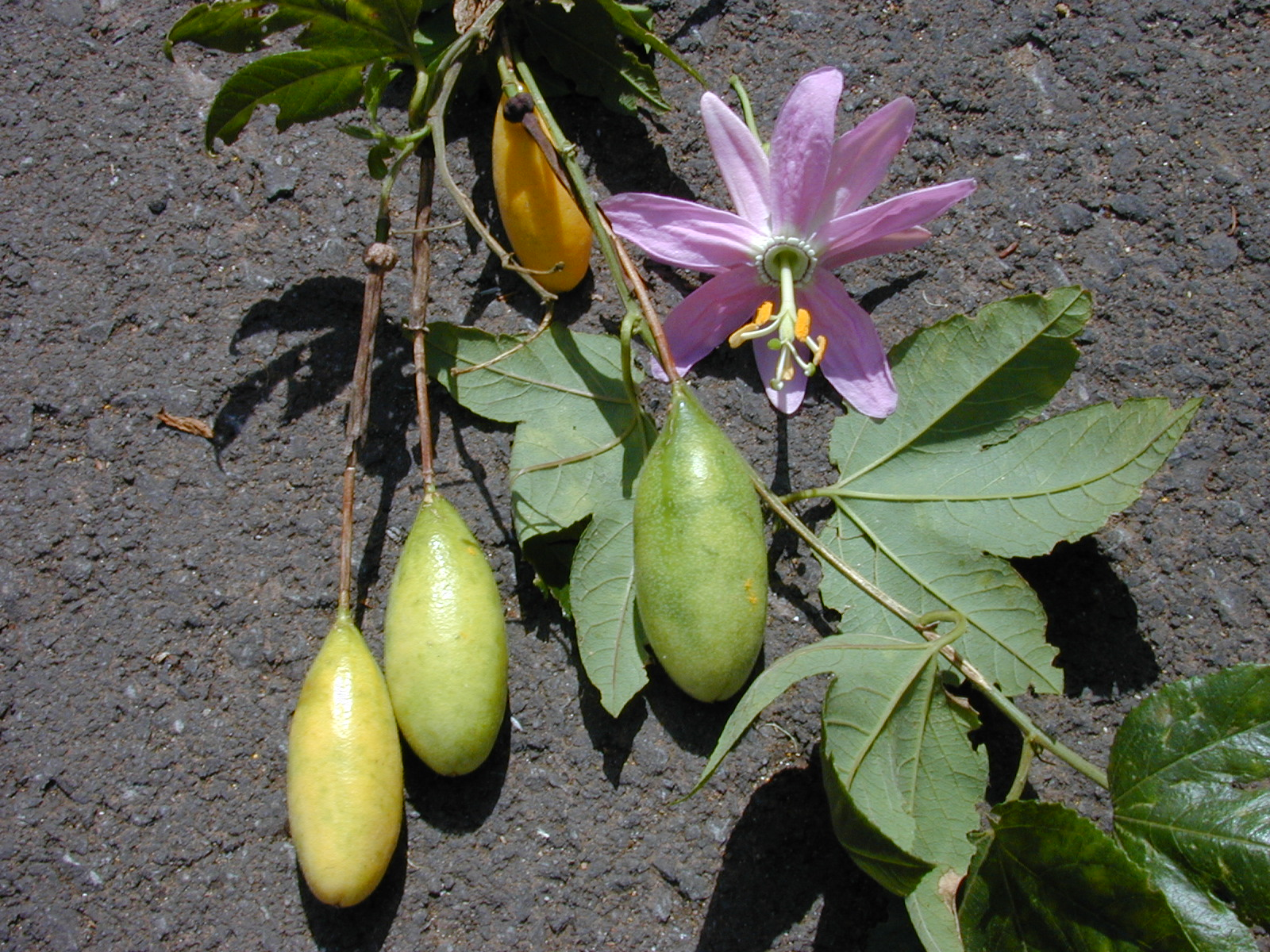
Wechselständige Laubblätter, Früchte in unterschiedlichen Reifegraden und Blüte.

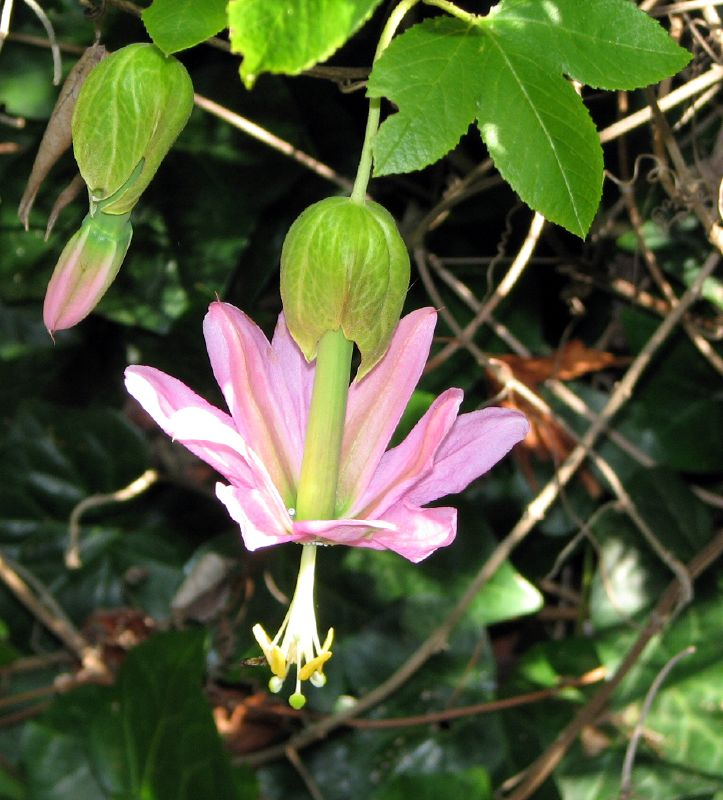
Einzeln stehende, lang gestielte Blüte von der Seite mit den drei verwachsenen Hochblättern.

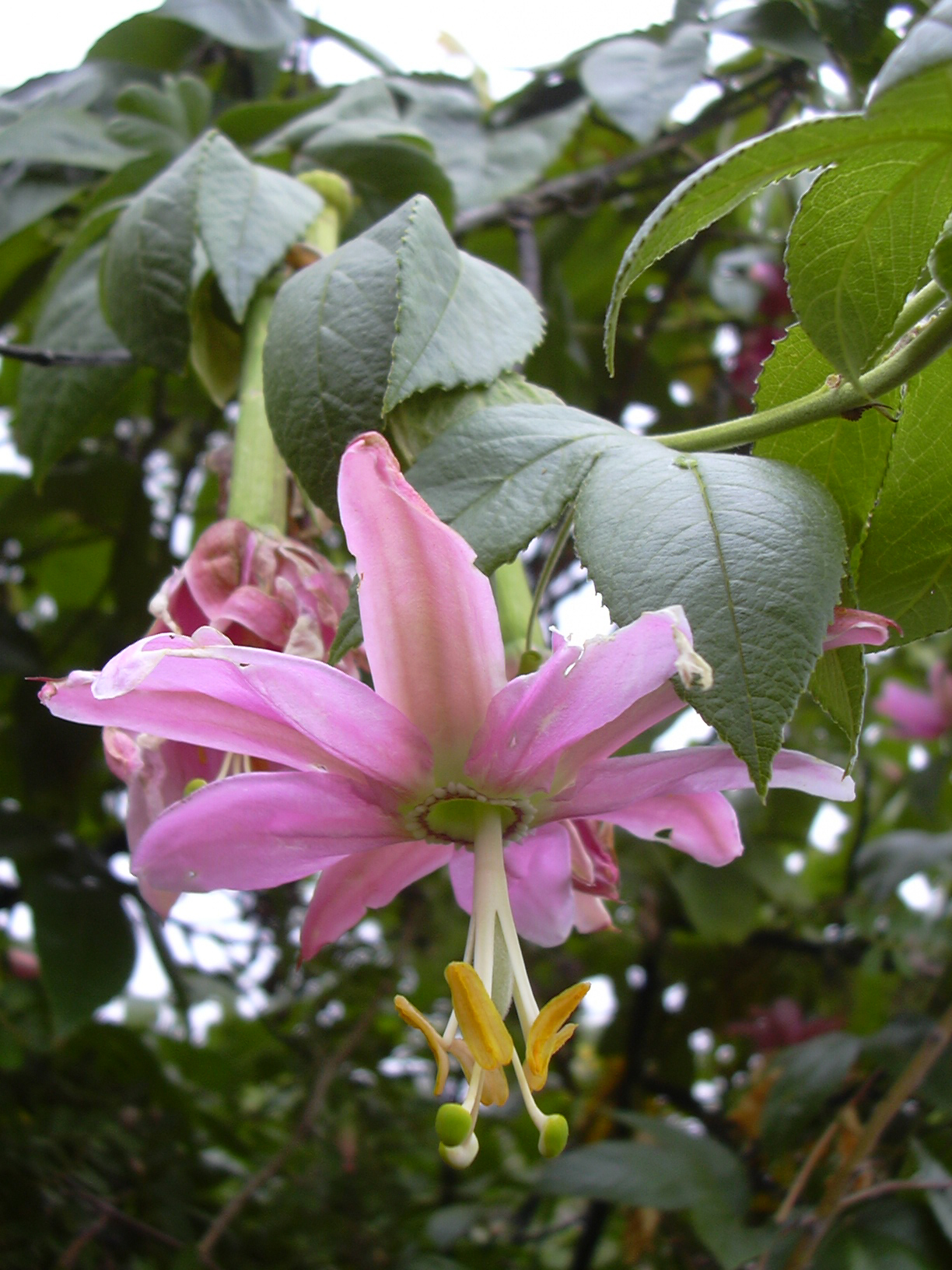
Radiärsymmetrische Blüte von unten mit den auffälligen fünf gelben Staubbeuteln und drei grünen Narben.

### Erscheinungsbild
Passiflora tarminiana wächst als immergrüne Liane. Die zylindrische Sprossachse besitzt 6 bis 12 cm lange Internodien. Die faserige Rinde ist mit mehr oder weniger weichen, feinen weißen Haaren bedeckt. Es sind blattachselständige, schraubenförmig gedrehte Ranken vorhanden.

### Blatt
Die wechselständig angeordneten, weinlaubähnlichen Laubblätter sind in Blattstiel und Blattspreite gegliedert. Der 1,5 bis 4 cm lange Blattstiel ist adaxial (der Sprossachse zugewandt) rinnenförmig, fein rostfarben flaumig behaart und besitzt ein bis vier Drüsenpaare. Die Blattspreite ist bei einer Breite von meist etwa 16 (7 bis 29) cm dreilappig. Die Blattlappen sind eiförmig mit zugespitzten oberen Enden. Der Mittellappen ist meist etwa 11 (5,5 bis 16) cm lang und meist etwa 5 (2,5 bis 8) cm breit. Die Seitenlappen sind meist etwa 9 (5 bis 16) cm lang und meist etwa 4 (2,3 bis 7) cm breit. Der Blattrand ist gesägt. Die Blattoberseite ist etwas glänzend, spärlich flaumig behaart oder verkahlend; die meist kurzen Trichome sind mit einigen sehr langen gemischt. Die Blattunterseite ist fein flaumig behaart mit rostfarbenen Trichomen entlang der Blattadern. Die früh abfallenden, geöhrten und nadelförmigen Nebenblätter weist insgesamt eine Länge von 4 bis 7 mm und eine Breite von 2 (manchmal bis zu 3) mm auf, ohne das begrannte Ende 1 bis 3 mm lang und die Granne ist 3 bis 4 mm lang (besonders an diesem Merkmal kann man die nah verwandten Arten unterscheiden).

### Blüte

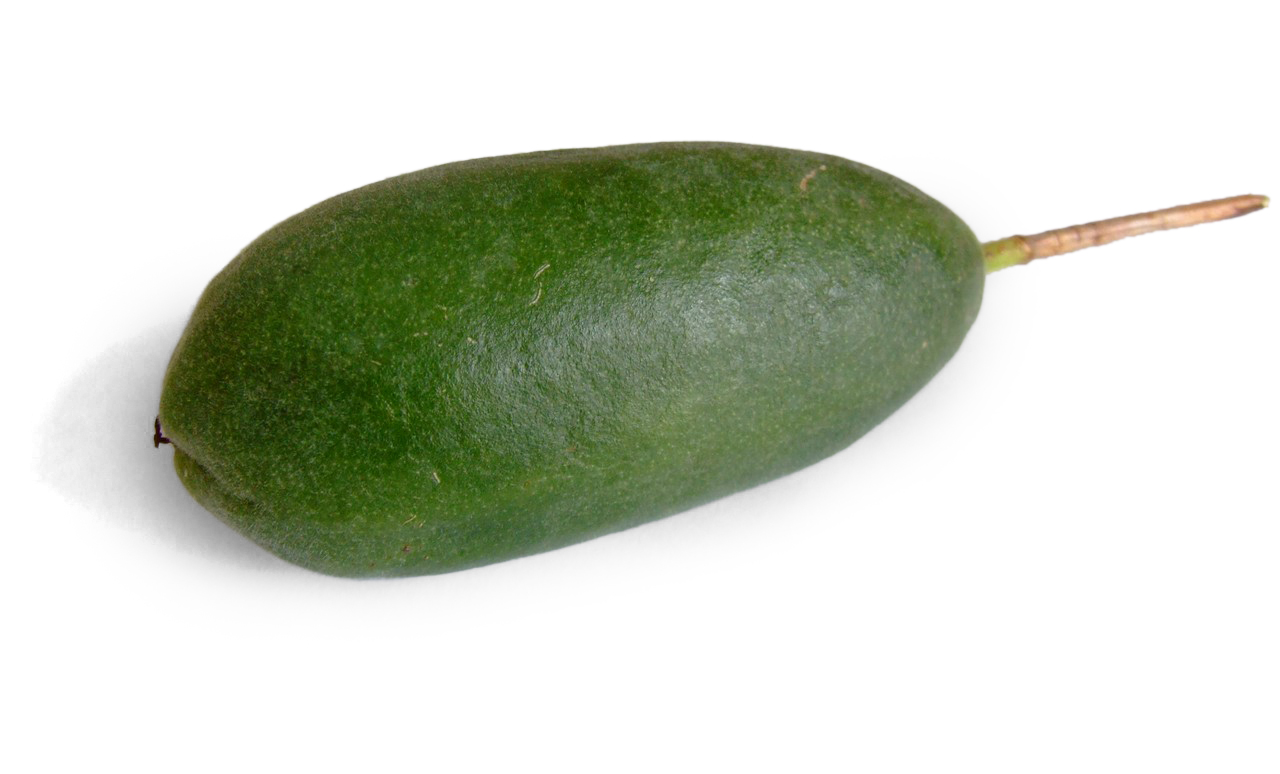
Curuba-Frucht

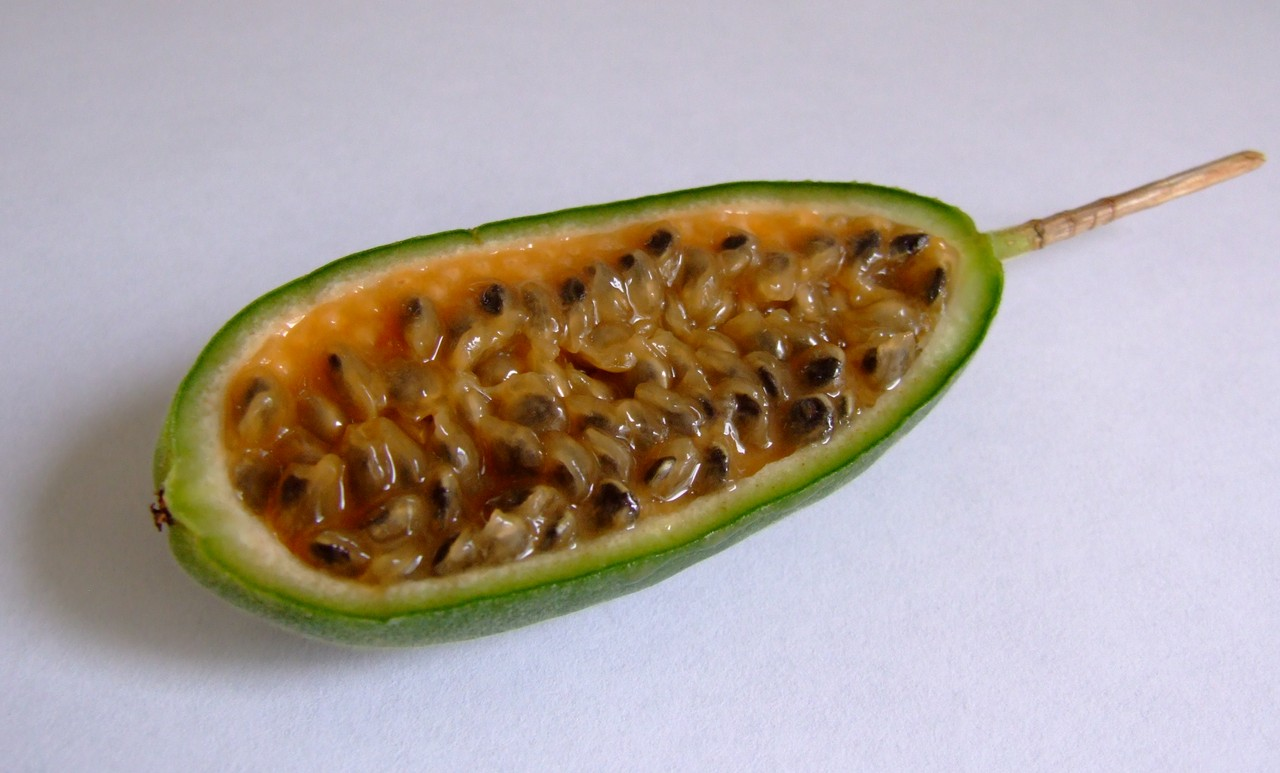
Aufgeschnittene Curuba-Frucht, im orangefarbenen Arillus liegen die Samen.

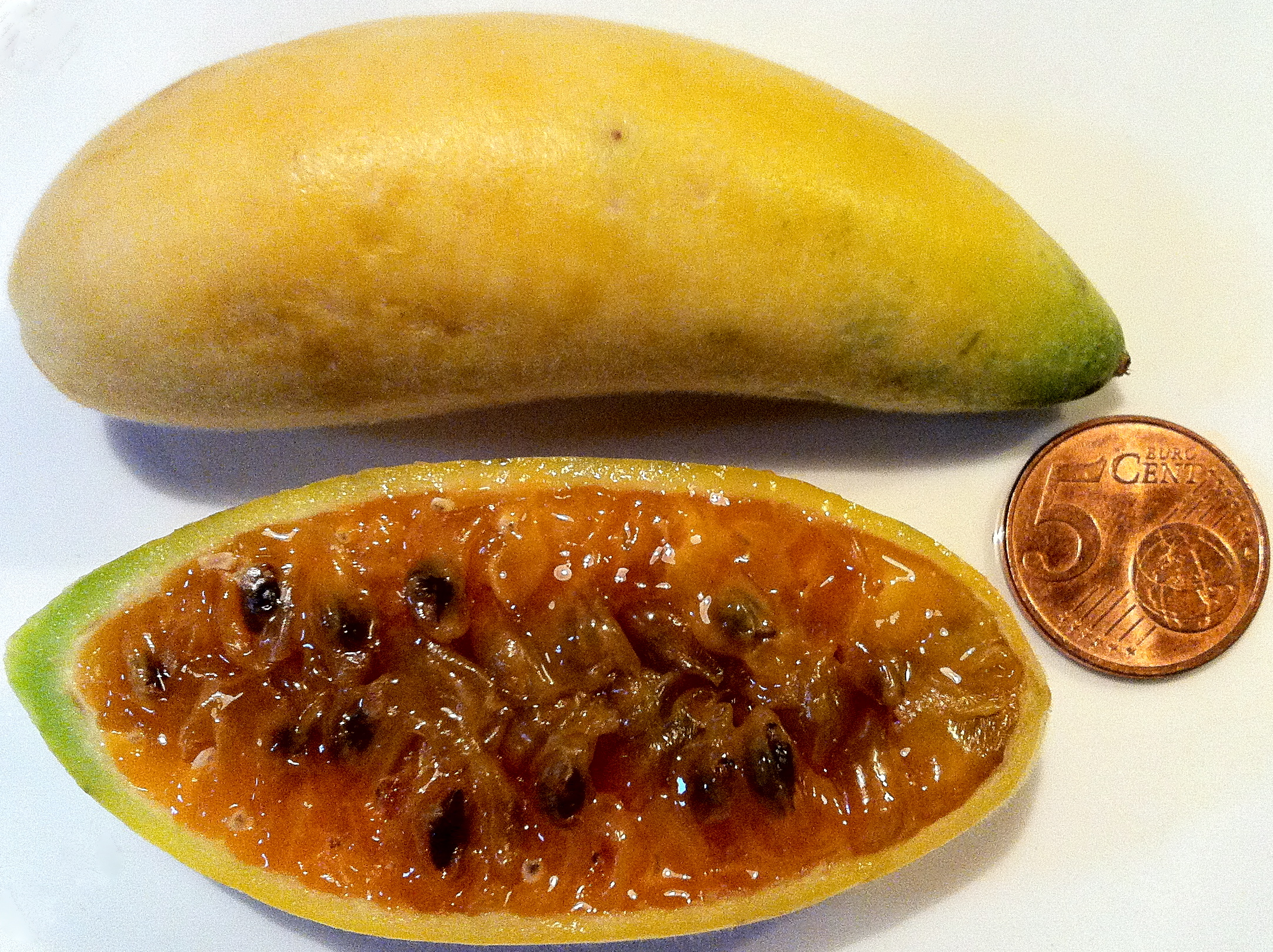
Bananenmaracuja aus Madeira.

Die Blüten hängen einzeln in den Blattachseln. Der 3 bis 10 cm lange Blütenstiel ist mit feinen Haaren bedeckt. Die drei Hochblätter sind bei einer Länge von 3 bis 4 cm und bei einer Breite von 2 bis 3 cm eiförmig mit zugespitztem oberen Ende, ganzrandig und auf mindestens der Hälfte ihrer Länge untereinander verwachsen. Die Nervatur der Hochblätter ist gelblich und die Netznerven sind erkennbar. Die Hochblätter sind etwa 1 cm von der Basis des Blütenbechers (Hypanthium) entfernt.
Die zwittrigen Blüten sind radiärsymmetrisch. Die außen hellgrüne und innen weißliche Blütenröhre, inklusive des Hypanthiums besitzt eine Länge von 6 bis 8 cm und einen Durchmesser von 0,7 bis 1 cm. Die Nektarkammer ist deutlich weiter als die Blütenröhre. Die Nektarkammer ist bei einem Durchmesser von 1,4 bis 2 cm fast kugelig. Das zurückgekrümmte Operculum besitzt zurückgebogene Ränder. Ein Annulus ist vorhanden. Die Blütenhüllblätter sind leuchtend- bis hell-rosafarben; es gibt aber auch eine weißblühende Sorte. Die während des Aufblühens aufrechten Blütenhüllblätter biegen sich im Tagesverlauf oder am zweiten Tag zurück. Die Blütenhüllblätter unterteilt man in etwas voneinander verschiedene Kelch- und Kronblätter. Die Kelchblätter sind bei einer Länge von 4,5 bis 6 cm und bei einer Breite von 1,2 bis 2,5 cm länglich und die unterhalb des oberen Endes liegende Granne ist 3 bis 4 mm lang. Die Kronblätter sind 3 bis 6 mm kürzer als die Kelchblätter. Das Längenverhältnis der Blütenröhre und der Kelchblätter ist 1,3 bis 1,6. Der aus Staminodien bestehende Strahlenkranz (Corona) ist zu einem höckerigen Ring am Schlund der Blütenröhre reduziert; er ist hauptsächlich weiß mit purpurfarbener Basis. Die fünf fertilen Staubblätter und die Griffel zu einer sogenannten Säule oder Androgynophor zusammengefasst. Das weiße Androgynophor ist 7 bis 10 cm lang. Der freie Teil der fünf weißen Staubfäden ist etwa 2 cm lang. Die fünf Staubbeutel sind gelb. Der flaumig behaarte und grüne Fruchtknoten ist spindelförmig. Die drei weißen Griffel enden jeweils in einer grünen Narbe.

### Frucht
Botanisch gesehen handelt es sich bei der als Curuba bezeichneten Frucht um eine Beere. Die Beere ist bei einer Länge von 10 bis 14 cm und bei einer Breite von 3,5 bis 4,5 cm spindelförmig. Junge Beeren sind weich behaart. Das Perikarp ist dunkelgrün mit weißen Tupfen, außer entlang der Hauptgefäßbündel. Während der Fruchtreife verschwinden die Tupfen und die Fruchtschale wird gelb bis orange-gelb. Die getrockneten Griffel sind auch noch auf den Früchten erkennbar.
Die Samen sind jeweils in einen Arillus eingebettet, dieser ist süß und aromatisch. Die Samen sind asymmetrisch, spitz, herzförmig und rötlich-braun, wenn sie trocken sind mit netzartiger Oberfläche.

### Unterscheidung zu nah verwandten Arten
Früher wurden Passiflora tarminiana für Passiflora tripartita var. mollissima oder Passiflora mixta gehalten. Die Nebenblätter sind klein und fallen früh ab bei Passiflora tarminiana, dagegen sind sie bei den anderen beiden Arten haltbar und größer. Bei Passiflora tarminiana ist die Nektarkammer deutlich weiter als die Blütenröhre. Passiflora tarminiana besitzt fast immer rosafarbene, aber nie rote bis weinrote Blütenhüllblätter.

## Verbreitung
Passiflora tarminiana ist nur aus Kultur bekannt aus tropischen Gebieten in den Anden Südamerikas, besonders in Bolivien, Venezuela und Kolumbien.
Im östlichen Australien, in Neuseeland sowie auf Hawaii, Madeira und auf Réunion ist Passiflora tarminiana eine invasive Pflanze.

## Systematik
Passiflora tarminiana wurde am 30. April 2001 durch Geo Coppens d’Eeckenbrugge, Victoria E. Barney, Peter Møller Jørgensen, John M. MacDougal in Passiflora tarminiana, a new cultivated species of Passiflora subgenus Tacsonia (Passifloraceae). In: Novon, Volume 11, S. 8–15 erstveröffentlicht. Passiflora tarminiana gehört aktuell zur Supersection Tacsonia der Untergattung Passiflora, innerhalb der Gattung Passiflora L., den Passionsblumen.
Passiflora tarminiana bildet mit anderen Arten der gleichen Untergattung leicht Hybriden, beispielsweise sind Kreuzungen mit Passiflora tripartita var. mollissima und Passiflora mixta bekannt.

## Nutzung
Der Arillus wird roh gegessen oder zu Getränken verarbeitet.
Von der länglichen Curuba-Frucht sind der Arillus (manchmal „Fruchtfleisch“ genannt) und die Samen essbar; die Schale ist ungenießbar. Geruch und Geschmack sind mild, erfrischend, würzig und säuerlich und weisen Ähnlichkeiten zu Apfel, Orange und Gurke auf. Reife Früchte haben eine gleichmäßig gelb oder rot gefärbte Schale, die mit der Zeit zu schrumpfen beginnt. Überreife Früchte schmecken unangenehm säuerlich.
In Europa werden Curuba-Früchte nur selten verkauft.